# Magenta (banda)
Magenta é uma banda de rock progressivo do Reino Unido formada em 2001 pelo ex-membro do Cyan Rob Reed. O Cyan foi formado em 1984 enquanto ele ainda estava na escola, apesar da banda ter terminado após algumas apresentações e o lançamento de uma demo. Reed é influenciado por bandas como Genesis, Mike Oldfield, Yes, Eurythmics e Bjork. Apesar de fortemente influenciado pelo rock progressivo, Reed também é compositor, tendo realizado vários trabalhos para o cinema e televisão.
O mais bem sucedido desses projetos é Trippa. A banda contava com a presença de Christina Booth no vocal e Rob Reed na guitarra e teclado, auxiliados por Rhiannon Stundon como vocal de apoio e Ryan Aston na bateria. Lançaram Trippa EP em 1999. Nessa época Reed convidou Christina para ser vocalista de uma banda de rock progressivo que ele tinha em mente, o que se tornou posteriormente no Magenta.

## 1991–2005
Em 1991 Reed regravou cinco faixas do Cyan em seu próprio estúdio, tocando todos os instrumentos. As faixas atrairam a atenção da gravadora SI Music, e, em 1993, Reed gravou mais três faixas para então lançar o álbum For King & Country.
Reed encontrou-se com Nigel Voyle enquanto gravava o segundo álbum do Cyan, Pictures From The Other Side, e levou alguns vocalistas para as gravações. Christina foi uma das convidadas, contando em voz de fundo. Reed então produziu e tocou teclado no primeiro álbum da banda de rock progressivo Fyreworks, o que atraiu o interesse da gravadora britânica F2 Music. Impressionado com a dedicação da gravadora com a música de Cyan, Reed gravou um terceiro álbum, The Creeping Vine, que vendeu bem no Reino Unido e contava novamente com Christina no vocal de apoio.
Em 2000 Reed começou a compor para o que seria o primeiro álbum do Magenta, Revolutions. Ele queria realizar algo novo, maior e mais conceitual. Ele citou que as bandas atuais de rock progressivo são assustadas e tímidas em admitir suas influências nas grandes bandas dos anos 70 e que para se igualar a tais bandas ele teria que dar prioridade à melodia ao invés das qualidades técnicas individuais. Revolutions foi considerado Melhor novo álbum em 2001 pela Musical Discoveries.
O segundo álbum do Magenta Seven foi lançado em março de 2004, e vendeu sua primeira edição em quatro semanas. O primeiro single, Broken, foi lançado em junho. Apesar de mais curto que as outras faixas do álbum, o single contém o som de rock progressivo clássico da banda, com uma abordagem mais moderna. Em novembro de 2004 a banda lançou o álbum duplo ao vivo Another Time, Another Place, gravado durante a turnê pela Europa entre 2002 e 2004. O concerto em DVD The Gathering também foi posteriormente lançado no final de 2005.

## Integrantes

### Membros atuais
- Christina Booth - vocal
- Rob Reed - teclado e vocal de apoio
- Chris Fry - guitarra e vocal de apoio
- Martin Rosser - guitarra e vocal de apoio
- Dan Fry - baixo
- Allan Mason-Jones - bateria

## Discografia

### Álbuns
- Revolutions (1 de março de 2001)
- Seven (1 de março de 2004)
- Home (1 de junho de 2006)
- New York Suite (1 de junho de 2006)

### EPs
- Broken EP (1 de junho de 2004)
- I'm Alive EP (1 de novembro de 2004)

### Ao vivo
- Another Time, Another Place…Live (1 de novembro de 2004)

## Videografia

### DVD
- The Gathering (24 de outubro de 2005)

### Outras bandas de rock com vocais femininos
- Frequency Drift
- Evanescence
- Renaissance
- Curved Air
- The Gathering
- Glass Hammer
- Lacuna Coil
- Within Temptation
- Blackmore's Night
- Nightwish
- Epica
- After Forever
- Quidam